# JSON Meta Application Protocol
| Familie:       | Internetprotokollfamilie                                                                   |
| Einsatzgebiet: | Lesen, Verwalten, und Versand von E-Mails; Synchronisation von Adressbüchern und Kalendern |
| Aufbauend auf: | HTTPS oder Websocket über TCP (Transport) JSON (Datenformat/Serialisierung)                |
| Ports:         | 443/TCP                                                                                    |
| Standards:     | RFC 8620 RFC 8621                                                                          |
| Website:       | jmap.io                                                                                    |

Das JSON Meta Application Protocol (JMAP) ist ein Netzwerkprotokoll für den Versand von E-Mails und den Zugriff auf E-Mail-Postfächer. Es soll als moderner Nachfolger der E-Mail-Protokolle IMAP und SMTP eingesetzt werden.
Zusätzlich sollen später auf JMAP aufbauend Protokolle zur Synchronisation von Adressbüchern und Kalendern entstehen und die hierfür bestehenden Standards CardDAV sowie CalDAV ersetzt werden.

## Motivation
Nach Ansicht einiger Autoren sind die gegenwärtig vorherrschenden E-Mail-Protokolle nicht mehr zeitgemäß und zu kompliziert. Das habe einerseits zu einer Stagnation bei der Entwicklung moderner (insbesondere freier) E-Mail-Clients geführt, andererseits zur Entstehung proprietärer Protokolle einzelner Software-Unternehmen (zum Beispiel in Googles Gmail oder Microsoft Outlook), die damit die Unzulänglichkeiten der existierenden Protokolle auszugleichen versuchen.
IMAP ist beispielsweise durch seine „Gesprächigkeit“ (chatty) und Zustandsbehaftung nicht besonders gut für Mobilfunknetze oder Verbindungen mit hoher Latenz geeignet.
Mit JMAP als offener und moderner Lösung soll dem entgegengewirkt werden.

## Entwicklung
Die Idee und erste Ansätze zu JMAP entstanden zirka 2014 beim australischen E-Mail-Anbieter Fastmail. Seit 2017 gibt es eine Arbeitsgruppe in der Internet Engineering Task Force (IETF), die sich um die Standardisierung des Protokolls kümmert. Ein weiteres an der Entwicklung beteiligtes Unternehmen ist zum Beispiel Oracle. Die Kernprotokoll- und Mail-Spezifikationen wurden im Juli und August 2019 als RFC 8620 und RFC 8621 veröffentlicht.

## Implementierungen
- Der freie Mailserver der Apache Software Foundation Apache James hat seit Version 3.0 eine als „experimentell“ deklarierte JMAP-Unterstützung.[6]
- Der freie Mailserver Cyrus unterstützt JMAP seit Version 3.2.[7]
- Stalwart Mail Server ist ein Open Source JMAP, IMAP4, und SMTP Server der in Rust geschrieben wurde.[8]
- Ltt.rs ist ein experimenteller E-Mail Client für Android, der ausschließlich JMAP unterstützt.[9]